# 大賴恩哈德山
46°59′52″N 12°07′35″E / 46.997879°N 12.126364°E
大賴恩哈德山（德語：Großer Reinhard），是中歐的山峰，位於奧地利和意大利接壤的邊境，屬於維內迪傑山脈的一部分，海拔高度2,790米，每年平均降雨量1,874毫米。